# Claudia Schmied
Claudia Schmied (ur. 10 maja 1959 w Wiedniu) – austriacka polityk i menedżer, w latach 2007–2013 minister edukacji, sztuki i kultury.

## Życiorys
W 1983 ukończyła zarządzanie przedsiębiorstwem na Uniwersytecie Wiedeńskim. Do 1997 pracowała w banku Investkredit Bank, następnie do 1999 jako doradca ministra finansów Rudolfa Edlingera. W 2000 powróciła do poprzedniego miejsca pracy, do 2004 w banku Investkredit Bank kierowała departamentem finansowym. W latach 2004–2007 wchodziła w skład zarządu Kommunalkredit Austria, a od 2005 również w skład zarządu Dexia Kommunalkredit.
Od 1999 do 2014 kierowała organizacją VGW, stowarzyszeniem na rzecz nauk społecznych i ekonomicznych wchodzącym w skład BSA – związku socjaldemokratycznych akademików, intelektualistów i artystów. W ramach BSA w 2002 objęła funkcję wiceprzewodniczącej.
W styczniu 2007 z rekomendacji Socjaldemokratycznej Partii Austrii została powołana na urząd ministra edukacji, sztuki i kultury rządzie Alfreda Gusenbauera. Pozostała na tej funkcji również w utworzonym w grudniu 2008 gabinecie Wernera Faymanna, pełniąc ją do grudnia 2013. Zajęła się następnie prowadzeniem wykładów na austriackich uniwersytetach.
Odznaczona Odznaką Honorową za Zasługi dla Republiki Austrii II klasy (2010).